# Batalla del paso Shanhai

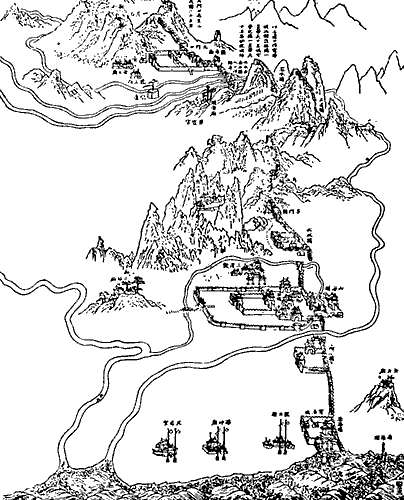
Una vieja ilustración china de la batalla del paso de Shanhai

La Batalla del paso de Shanhai, librada el 27 de mayo de 1644 en el paso Shanhai (Shanhaiguan, 山海關) en el extremo oriental de la Gran Muralla China, fue una batalla decisiva que condujo a la formación de la dinastía Qing en China. Allí, el príncipe-regente de Qing, Dorgon, se alió con el exgeneral de Dinastía Ming, Wu Sangui, para derrotar al líder rebelde Li Zicheng de la dinastía Shun, lo que permitió que Dorgon y los manchúes conquistaran rápidamente Pekín y reemplazaran a la dinastía Ming.

## Antecedentes

### Ascenso de los manchúes
A medida que decaía la dinastía Ming y la amenaza de los enemigos del norte creció, los emperadores Ming vieron el valor estratégico del Paso de Shanhai y con frecuencia guarnecieron tropas allí, ejércitos que a veces alcanzaron hasta 40 000 hombres. Bajo el Emperador Hung Taiji (r. 1626–1643), los Qing se volvieron más agresivos contra los Ming. Después de un asedio intermitente que duró más de diez años, los ejércitos Qing liderados por Jirgalang capturaron Songshan y Jinzhou a principios de 1642. La guarnición del general Ming Wu Sangui en Ningyuan se convirtió en el único ejército importante interpuesto entre las fuerzas Qing y la capital Ming en Pekín. En el verano de 1642, un ejército Qing logró cruzar la Gran Muralla y arrasó el norte de China durante siete meses antes de retirarse en mayo de 1643, con prisioneros y saqueos, sin haber luchado contra ningún gran ejército Ming.
En septiembre de 1643, Hung Taiji murió repentinamente sin haber nombrado un heredero. Para evitar un conflicto entre dos fuertes contendientes a la sucesión, a saber, el hijo mayor de Hong Taiji Hooge y el hermano de Hong Taiji (que tenía prevalencia debido al sistema agnático de sucesión seguido entre los manchúes) Dorgon, un probado líder militar, un consejo de deliberación eligió pasar el trono al hijo de cinco años de Hong Taiji Fulin y nombró a Dorgon y Jirgalang como co-regentes. Debido a que Jirgalang no tenía ambición política, Dorgon se convirtió en el principal gobernante del gobierno Qing.

### La caída de Pekín
Justo cuando Dorgon y sus asesores estaban pensando en cómo atacar a los  Ming, las rebeliones campesinas estaban asolando el norte de China y amenazaban la capital Ming de Pekín. En febrero de 1644, el líder rebelde Li Zicheng fundó la  dinastía Shun en Xi'an y se proclamó a sí mismo emperador. En marzo, sus ejércitos capturaron la importante ciudad de Taiyuan en Shanxi.
Viendo el progreso de los rebeldes, el 5 de abril, el soberano Ming Chongzhen solicitó la ayuda urgente de cualquier comandante militar del imperio. Deseoso de asegurar la lealtad de su élite militar, el 11 de abril otorgó el título de "conde" a cuatro generales, entre ellos a Wu Sangui y Tang Tang Tong]. (唐通). Tang Tong, el único de estos nuevos condes que se encontraba en Pekín, reorganizó las defensas de la capital y, con un eunuco llamado Du Xun (杜勳), se fue a fortificar el paso de Juyong, último bastión que protegía el acceso norte a Pekín. El 22 de abril, la corte Ming se enteró de que Tang Tong se había rendido ante Li Zicheng el día anterior, y que el ejército rebelde estaba ahora en Changping, a solo sesenta y cinco kilómetros al noroeste de Pekín.
Li y su ejército llegaron a los suburbios de la capital el 23 de abril, pero en lugar de montar un ataque a gran escala contra las murallas de la ciudad, Li envió al recién entregado eunuco Du Xun a ver al Emperador con la esperanza de asegurar su rendición. The monarca rehusóla propuesta. El 24 de abril Li Zicheng derribó las murallas de Pekín; el emperador se ahorcó al día siguiente en una colina detrás de la Ciudad Prohibida. Fue el último emperador Ming.

### Wu Sangui
Poco después de que el Emperador pidiera ayuda, el poderoso general Ming Wu Sangui abandonó su fortaleza de Ningyuan al norte de la [[Gran Muralla] y comenzó a marchar hacia la capital. El 26 de abril, sus ejércitos se habían movido a través de las fortificaciones del Paso de Shanhai, el extremo oriental de la Gran Muralla, y marchaban hacia Pekín cuando se enteró de que la ciudad había caído. Volvió al Paso Shanhai. Li Zicheng envió dos ejércitos para atacar el paso, pero las tropas de Wu los derrotaron fácilmente el 5 y el 10 de mayo. Para asegurar su posición, Li estaba decidido a destruir el ejército de Wu. El 18 de mayo dirigió personalmente a 60.000 soldados fuera de Pekín para atacar a Wu. Mientras tanto, Wu Sangui escribía a Dorgon para solicitar la ayuda de los Qing para expulsar a los bandidos y restaurar la dinastía Ming.
La salida de Wu Sangui del bastión de Ningyuan había dejado todo el territorio fuera de la Gran Muralla bajo el control de Qing. Los asesores chinos de Dorgon Hong Chengchou y Fan Wencheng (范文程) instaron al príncipe manchú a aprovechar la oportunidad de la caída de la capital para reclamar el Mandato del Cielo para la dinastía Qing. Por lo tanto, cuando Dorgon recibió la carta de Wu, ya estaba dirigiendo una expedición para atacar el norte de China y no tenía intención de restaurar la Dinastía Ming. Dorgon le pidió a Wu que trabajara para la dinastía Qing y Wu no tuvo más remedio que aceptar.

## La batalla

### Preparativos para la batalla
El 25 de mayo, Li Zicheng desplegó a sus hombres a lo largo del río Sha (沙河) a pocos kilómetros al oeste de las fortificaciones del Paso Shanhai. Podía observar el campo de batalla desde una colina cercana, acompañado de dos jóvenes príncipes Ming a los que había tomado como rehenes. Wu Sangui asignó a dos tenientes de confianza a la defensa de las murallas norte y oeste del Paso Shanhai, y dejó que la milicia dirigida por la alta burguesía protegiera el muro este de la guarnición. Luego desplegó sus tropas cerca del Río Sha para enfrentarse al ejército de Li Zicheng.
También el 25 de mayo, Dorgon recibió una carta de Wu Sangui declarando que Wu estaba dispuesto a rendirse a los Qing a cambio de la ayuda de Dorgon para reprimir a las fuerzas de Li Zicheng. Inmediatamente colocando a sus tropas en una marcha forzada hacia el paso de Shanhai, Dorgon y el ejército de Qing cubrieron rápidamente unos 150 kilómetros. En su camino hacia el paso de Shanhai, se toparon con Tang Tong, a quien se le había ordenado atacar a Wu Sangui por detrás con unos pocos cientos de hombres. Las fuerzas del exgeneral Ming fueron prácticamente aniquiladas por el ejército de Qing, y aunque Tang Tong logró escapar, pronto se rindió al Qing. Al atardecer del 26 de mayo, las fuerzas de Dorgon se establecieron a ocho kilómetros del Paso y durmieron con su armadura puesta hasta la medianoche, cuando se despertaron de nuevo para seguir marchando. Habiendo instruido a sus hermanos Ajige y Dodo para guiar dos alas de diez mil hombres cada una para proteger sus flancos, Dorgon dirigió su fuerza principal hacia el Paso.

### Número de tropas
El número de tropas que participaron en la batalla no está claro y ha sido objeto de controversia. Las primeras fuentes Qing tienden a inflar el número de tropas de Li Zicheng porque querían enfatizar la destreza militar de Qing contra los Shun; estas fuentes afirman que el ejército de Li Zicheng contaba con hasta 200 000 hombres. Los historiadores modernos han desinflado en gran medida estas cifras: da una cifra de 60 000 hombres para el ejército de Li, mientras que Frederick Mote afirma que Li tenía más de 100 000 tropas bajo su mando.
Las evaluaciones de las fuerzas de Wu oscilan entre 40 000 y 80 000, hasta un total de 100 000 cuando se cuentan las unidades de la milicia. Wakeman afirma que el "ejército regular" de Wu contaba con 40 000 hombres, pero que él comandaba "50 000 tropas propias" y había conseguido reunir a 50 000 hombres de la milicia local. Mote, por otra parte, afirma que Wu tenía 80 000 hombres guarnecidos en Ningyuan cuando dejó esa ciudad para Shanghaiguan en abril de 1644, y que entre 20 000 y 30 000 milicianos también vinieron a él sin solicitarlo el día de la batalla del Paso de Shanhai. Angela Hsi, por su parte, cita una fuente contemporánea para argumentar que Wu lideraba a 40 000 soldados ("una de las mejores fuerzas militares de la época") y que fue asistido por 70 000 residentes de Liaodong (遼東), "quienes eran reputados como excelentes luchadores."

## Consecuencias
En la noche del 27 de mayo, Li y su ejército principal se quedaron en Yongping (永平) en el camino a Pekín mientras muchos de sus oficiales y soldados huían hacia la capital. Al día siguiente se retiró hacia Pekín, a donde llegó el 31 de mayo, A continuación, dejó que sus tropas saquearan las residencias oficiales de la capital y las oficinas del gobierno. El 3 de junio, como "último gesto de desafío" tras su decisiva derrota, Li se declaró oficialmente Emperador del Gran Shun en el Palacio Wuying (武英殿). Después de 42 días en Pekín, Li Zicheng incendió el complejo del palacio imperial y abandonó la capital para huir hacia el oeste. La población de Pekín masacró a casi dos mil rebeldes que no habían huido.
El 5 de junio, la población pekinesa se preparó para recibir a los que habían derrotado a Li Zicheng. Los ancianos y funcionarios que salieron de la ciudad esperando saludar a Wu Sangui y al aparente heredero Ming se sorprendieron cuando el líder del victorioso ejército resultó ser el príncipe regente Dorgon de los Qing. Dorgon y su séquito se dirigieron a la Puerta Donghua (東華門), una puerta oriental de la Ciudad Prohibida, para recibir las insignias imperiales; Dorgon fue escoltado al Palacio de Wuying por los antiguos guardaespaldas imperiales Ming, que anteriormente se habían sometido a Li Zicheng, pero que ahora juraron servir a los Qing. Dorgon dio la bienvenida al Emperador Shunzhi a Pekín el 19 de octubre. El joven monarca fue entronizado oficialmente como Emperador de China el 8 de noviembre de 1644, marcando el momento en que el Qing tomó el Mandato del Cielo.

## Cronología
La batalla del Paso de Shanhai tuvo lugar el 27 de mayo de 1644, pero fue precedida y seguida por una serie de acontecimientos que le dieron a la batalla un significado histórico especial. Esta cronología presenta estos eventos. Todas las fechas son del año 1644.
- 8 de febrero: el Año Nuevo, Li Zicheng funda la dinastía Gran Shun en Xi'an y se proclama a sí mismo Rey (wang 王).[32]Mote, Mote.
- 17 de febrero: Jirgalang cede voluntariamente el control de todos los asuntos oficiales a su co-regente [Dorgon]].[33]
- 5 de marzo: Dorgon envía una carta amistosa a Li Zicheng proponiéndole que "diseñen un plan común para unir sus fuerzas" contra el Ming.[17]
- 17 de marzo: personalmente liderado por Li Zicheng, el ejército de Shun captura a Taiyuan (Shanxi) y ejecuta a altos funcionarios y miembros de la familia imperial. Resto de la información: </ref>Mote, 1999, p. 800}.</ref>
- 5 de abril: al ver el progreso de los ejércitos rebeldes en el norte de China, el  Emperador Chongzhen hace un llamado a la ayuda inmediata de cualquier comandante militar del imperio.[9]
- 6 de abril: Wu Sangui, un poderoso general Ming, se le ordena mover sus fuerzas de la ciudad fortificada de Ningyuan a Shanhai Pass (en el extremo oriental de la  Gran Muralla), donde podría proteger mejor la capital.[10] La transferencia de tropas, hecha por barco desde un puerto en Liaoxi (遼西), llevaría diez días.[10] La salida de Wu de Ningyuan, donde Ming había sido derrotada. El fundador de Qing Nurhaci en 1626, deja todo el territorio fuera de la Gran Muralla bajo el control de Qing.[17]
- 11 de abril: desesperado por conseguir apoyo militar, el emperador de Chongzhen nombra a Wu Sangui. (唐通), y otros dos condes generales (bo 伯).[10] Wu se convierte así en "Conde Pacificador del Este" (pingxi bo 平西伯).[34] Tang Tong, el único conde que se encontraba en Pekín, reorganiza las defensas de la capital y va a colocarse en el paso Juyong, la última fortificación que defiende el enfoque norteño de Pekín.[10]
- 21 de abril: El ejército del norte de Li Zicheng llega al paso Juyong; Tang Tong se rinde sin luchar.[10]
- 22 de abril: Li Zicheng captura a Changping en las afueras del norte de Pekín; quema algunas de las Tumbas imperiales Ming.[35] La corte de Chongzhen escucha que Tang Tong se rindió el día anterior.[12]".
- 23 de abril: El ejército de Li Zicheng llega a los suburbios occidentales de la capital y comienza a atacar las murallas de la ciudad.[36] Li no ordena un asalto a gran escala porque espera que el emperador se rinda.
- 24 de abril: un eunuco abre una de las puertas de la ciudad a las tropas de Li Zicheng.[37] Los hombres de Li invaden rápidamente la ciudad del sur.[38]
- 25 de abril: el emperador Chongzhen se suicida en una colina detrás de la Ciudad Prohibida.
- 26 de abril: habiendo llegado a Fengrun (豐潤) a mitad de camino de la capital desde el Paso Shanhai, Wu Sangui se entera de que la capital ha caído; regresa para fortificar el Paso Shanhai.[15]
- 3 de mayo: Li Zicheng envía al recientemente entregado general Tang Tong para atacar a Wu Sangui en el paso de Shanhai.[16]
- 5 de mayo: Wu Sangui huye del ejército de Tang Tong.[16]
- 10 de mayo: El ejército derrotado de Tang Tong regresa al paso de Shanhai con refuerzos liderados por Bai Guang'en (白廣恩), pero su ejército conjunto es derrotado de nuevo por Wu Sangui.[16]
- 13 de mayo: las palabras llegan a la capital Qing de Mukden que Li Zicheng ha estado maltratando a antiguos oficiales Ming y a la población de la capital. El gran Secretario Fan Wencheng (范文程) utiliza estas noticias para argumentar a favor de una intervención de Qing en China.[17] Dorgon acepta montar una expedición militar para castigar a los rebeldes y ocupar las Llanuras Centrales.[39]
- 14 de mayo: Dorgon dirige el "Gran Ejército" de Qing fuera de Mukden y comienza a marchar hacia el sur, hacia la Gran Muralla.
- 18 de mayo: después de la derrota de dos de sus ejércitos unos días antes, Li Zicheng deja Pekín con un gran ejército para tomar el Paso Shanhai él mismo.[40]
- 20 de mayo: dos de los lugartenientes de Wu Sangui llegan al campamento de Dorgon en el río Liao llevando un mensaje pidiendo a los manchúes que ayuden a Wu a derrotar a los bandidos de Li Zicheng y a restaurar la dinastía Ming a cambio de "grandes ganancias" (大利).[41] Más tarde ese mismo día, los manchúes oyeron por primera vez que el emperador Chongzhen estaba muerto.[39] Dorgon envía una carta a Wu Sangui pidiéndole a Wu que se rinda a los Qing a cambio de ayuda para destruir a los rebeldes Shun.[39] Todavía ese día, pero como resultado de planes anteriores, pequeños grupos de tropas Qing comienzan a cruzar la Gran Muralla para distribuir proclamas escritas anunciando que los Qing no dañarán a la población y sólo matarán a los bandidos de Li Zicheng.[42]
- 25 de mayo: Dorgon recibe una carta confirmando que Wu Sangui ha aceptado trabajar para los Qing: lleva a su ejército en una marcha forzada hacia el Paso Shanhai.[19] Para la misma fecha, el ejército de Li Zicheng ya está acampando en las afueras del paso de Shanhai, cerca del río Sha, a pocos kilómetros al oeste de la guarnición del paso de Shanhai; Wu Sangui envía sus tropas para enfrentarse a él allí.[18]
- 26 de mayo: después de recorrer más de 150 kilómetros en 24 horas, las tropas de Dorgon se instalan a ocho kilómetros del Paso para descansar unas horas. Se despiertan a medianoche para seguir marchando.[19]
- 27 de mayo: Batalla del Paso de Shanhai.
- 28 de mayo: Li Zicheng se retira de Yongping hacia Pekín.[23] Dorgon eleva a Wu Sangui de Conde a Príncipe; las tropas restantes de Wu se afeitan la cabeza y se unen a las fuerzas Qing.[23]
- 31 de mayo: Li Zicheng vuelve a Pekín con sus tropas, que proceden a saquear la capital.[25]
- 3 de junio: Li Zicheng se declara oficialmente Emperador del Gran Shun.[25]
- 4 de junio: después de seis semanas en Pekín, Li Zicheng prende fuego a los palacios imperiales y abandona la capital para huir hacia el oeste.[25]
- 5 de junio: las tropas Qing son bienvenidas en la capital; la población de Pekín está conmocionada porque esperaba que Wu Sangui trajera de vuelta al heredero Ming aparente.[28]
- 19 de octubre: el Emperador Shunzhi llega a Pekín por la Puerta de Zhengyang, donde es recibido por Dorgon.[30]
- 8 de noviembre: se celebra un ritual formal de entronización para el Emperador de seis años: ahora es Emperador de China.[31]